# Апокалипто
Апокалипто (енгл. Apocalypto) је амерички епски историјски акционо-авантуристички филм из 2006. године, режисера и продуцента Мела Гибсона. Филм је снимљен на мајатан језику, а глумци су потомци Маја. Радња се догађа у Јукатану, у периоду унутрашњег пропадања цивилизације Маја, крајем 15. века. Филм прати путовање мајанског ловца из прашуме, чије су село уништили мајански ратници из града, а њега као и остале становнике одвели на ритуално жртвовање.
Филм је сниман у Мексику од новембра 2005. до јула 2006. године. Филм је премијерно приказан 8. децембра 2006. и широм света зарадио преко 120 милиона долара. Наишао је на позитивне реакције критичара, који су нарочито похвалили режију, фотографију и глуму, премда су неки критиковали приказ мајанске цивилизације и историјске нетачности.

## Радња
Док лови у мезоамеричкој прашуми, Јагуарова Шапа, његов отац Кремено Небо и њихови саплеменици наилазе на групу избеглица које беже од рата и разарања. Враћајући се у своје село, Кремено Небо примећује да су избеглице заражене страхом и саветује Јагуарову Шапу да никада не дозволи да га страх зарази. Те вечери, племе се окупља око старешине који им прича пророчку причу о бићу које је обузето празнином коју ништа не може задовољити, иако су му дати сви дарови света. То биће ће наставити да узима, заслепљено својом похлепом, све док у свету не остане ништа, а свет нестане.
Следећег јутра, село нападају мајански ратници предвођени Нултим Вуком, а многи сељани су убијени, укључујући Кремено Небо, кога убија садистички ратник Средње Око. Током напада, Јагуарова Шапа сакрива своју трудну жену Седам и њиховог малог сина Трк Корњаче у празан бунар пре него што га заробе. Након напада, ратници окупљају преживеле одрасле сељане, које приморавају на дуг марш кроз џунглу, док деца остају препуштена сама себи. У међувремену, Седам и Трк Корњаче остају заробљени у бунару, где покушавају да пронађу начин да се извуку.
На путу, ратници и заробљеници пролазе кроз опустошене шуме и огромне њиве са пропалим усевима кукуруза, као и кроз села уништена непознатом болешћу. Срећу и заражену девојчицу која прориче крај мајанског света. По доласку у град, заробљеници су подељени: жене се продају у ропство, а мушкарци се одводе на врх пирамиде, где су брутално жртвовани да би умирили богове. Кад је Јагуарова Шапа положен на жртвеник, долази до помрачења сунца, што Маје тумаче као знак да су богови задовољни, те поштеде преостале заробљенике. Међутим, преживели мушкарци одведени су у логор ратника, где служе као мете у игри гађања. Ратници им обећавају слободу ако избегну пројектиле, док Секач Стене, син Нултог Вука, убија рањене. Прва двојица, укључујући Јагуаровог пријатеља Тупавог, брзо су убијени. Јагуарова Шапа је следећи, али успева да избегне смрт уз помоћ жртве Тупавог, који одвлачи пажњу Секачу Стена. Јагуарова Шапа потом убија Секача Стена и успева да побегне.
Разјарени Нулти Вук предводи осморицу људи у потери за Јагуаровом Шапом. У џунгли, Јагуарова Шапа се присећа очевих речи да не дозволи страху да га савлада, те изазива Нултог Вука да га лови. Користећи своје познавање шуме, успева да преживи и постепено елиминише прогонитеље (једног убија јагуар, другог змија, трећег Нулти Вук, четврти се утопи, а петог отрује сам Јагуарова Шапа). Међу онима које лично убија су Средње Око, којег усмрћује каменом секиром, и Нулти Вук, кога намами у замку са шиљцима за лов на тапире. Последња двојица ратника настављају потеру све до обода његовог села. На обали, под јаком кишом, сва тројица су запањена када угледају долазак шпанских конквистадора. Док двојица ратника прилазе странцима, Јагуарова Шапа јури назад у село и спасава породицу од дављења услед кише. У том тренутку срећан је што је постао отац детету рођеном под водом.
Касније, поново уједињена породица посматра шпанске бродове. Јагуарова Шапа одлучује да не прилази странцима и са породицом одлази дубље у шуму, где започињу нови живот далеко од Маја и Шпанаца.

## Улоге
| Глумац                | Улога            |
| --------------------- | ---------------- |
| Руди Јангблад         | Јагуарова Шапа   |
| Далија Хернандез      | Седам            |
| Џонатан Бруер         | Тупави           |
| Морис Бердјелоухед    | Кремено Небо     |
| Карлос Емилио Баез    | Трк Корњаче      |
| Раул Трухиљо          | Нулти Вук        |
| Хералдо Тарасена      | Средње Око       |
| Рикардо Дијаз Мендоза | Секач Стене      |
| Амилкар Рамирез       | Криви Нос        |
| Израел Контрерас      | Какао Лист       |
| Марија Изабел Дијаз   | ташта Тупавог    |
| Еспиридон Акоста Каче | стари приповедач |
| Мајра Сербуло         | млада жена       |
| Иазуа Лариос          | Небески Цвет     |